# 戈特弗里德·迪纳
戈特弗里德·迪纳（德語：Gottfried Diener，1926年11月1日—2015年5月26日），瑞士前男子雪车运动员。他曾代表瑞士参加1956年冬季奥林匹克运动会雪车比赛，联同弗朗茨·卡普斯、罗伯特·阿尔特和海因里希·昂斯特获得男子四人金牌。